# Haut-Aragon

Haut-Aragon : vallée de Tena

Le Haut-Aragon (en espagnol et aragonais Alto Aragón) est inclus dans la région d'Aragon, au nord de l'Èbre, et jusqu'aux Pyrénées. Le territoire où se parle toujours l'aragonais couvre aussi cette région.

## Géographie physique
L'Aragon (río Aragón en espagnol et en aragonais) est à l'origine le nom d'une rivière affluent de l'Èbre et qui prend sa source dans les Pyrénées, puis il fut celui d'un royaume. L'Aragon est depuis 1982 une communauté autonome qui s'étend de part et d'autre du fleuve Èbre (Ebro en espagnol, en aragonais et en basque, Ebre en catalan).  Le Haut-Aragon (Alto Aragón en espagnol et en aragonais) désigne la région septentrionale de l'Aragon, entre la Navarre et la province de Lérida (Catalogne). 
Tandis que le Haut-Aragon est souvent assimilé à la province de Huesca (en aragonais Uesca), d'autres réservent le terme à la partie, pyrénéenne ou pré-pyrénéenne de cette province, située au nord d'une ligne reliant Huesca à Barbastro ; ils y joignent Cinco Villas, comarque située au nord de la province de Saragosse.
Le Parc national d'Ordesa et du Mont-Perdu ainsi que le Parc naturel de la Sierra et des gorges de Guara sont situés en Haut-Aragon, et dans la province de Huesca.

## Géographie humaine
Le terme Haut-Aragon (Alto Aragón), néanmoins, reflète des connotations plus humaines qu'administratives. Il peut ainsi être associé à des caractéristiques ethnologiques et culturelles spécifiques qui souligneraient des différences avec le reste des territoires aragonais, se rapprochant plus parfois des cultures pyrénéennes voisines, et qui se reflètent dans les modes de vie (chaque fois moins nettement, en partie à cause de l'exode rural), l'architecture et la gastronomie (typiquement montagnarde), les vêtements (festifs en particulier), la langue (c'est dans cette zone qu'est né l'aragonais, et qu'il est le mieux conservé), les traditions folkloriques, la mythologie, etc.
Le linguiste G. Rohlfs a étudié les parentés des langues ibéro-romanes (aragonais, castillan, catalan, portugais), du gascon pyrénéen et du basque.

## Histoire

### Préhistoire
(Article principal) Prehistoria en Aragón (es)
La grotte du Forcón (cueva del Forcón), en province de Huesca, contient des motifs d'art pariétal paléolithique.
Le dolmen de Tella, situé en comarque de Sobrarbe est très bien conservé. Il a été identifié en 1954.

### Antiquité
Huesca, actuel chef-lieu de province, a pour nom Osca dans l'Antiquité. La ville a été la capitale de Quintus Sertorius, général romain révolté contre Rome entre 82 et 72 av. n. è., année où il y est assassiné.
A l'est immédiat du Haut-Aragon actuel (en Catalogne) Lérida, nommée Ilerda après la conquête romaine, fut la capitale de la tribu des Ilergetes. 
D'après Strabon, les deux villes Ilerda (Lerida) et Osca (Huesca) « dépendent des Ilergètes ».

### Moyen Âge
Le Haut-Aragon est également historiquement le territoire des comtés primitifs de ce qui deviendra le royaume d'Aragon. Pendant la période musulmane, des petits royaumes chrétiens (tel le comté de Sobrarbe, proche de l'actuelle comarque de Sobrarbe) ont subsisté dans le nord de la péninsule ibérique. Ils ont été le point de départ de la Reconquista.

## Médias
La province a un quotidien : Diario del Alto Aragón, fondé en 1985 ; s'y ajoutent des quotidiens régionaux : El Periódico de Aragón, fondé en 1990, et Heraldo de Aragón, fondé en 1895.